# San Bartolomeo al Mare
San Bartolomeo al Mare (ligur nyelven San Bertumé) egy olasz község Liguria régióban, Imperia megyében.

## Gazdaság
San Bartolomeo al Mare elsősorban idegenforgalomból él.

## Fordítás
- Ez a szócikk részben vagy egészben  a   San Bartolomeo al Mare című olasz Wikipédia-szócikk fordításán alapul.  Az eredeti cikk szerkesztőit annak laptörténete sorolja fel. Ez a jelzés csupán a megfogalmazás eredetét és a szerzői jogokat jelzi, nem szolgál a cikkben szereplő információk forrásmegjelöléseként.